# Waldthurn
Waldthurn er en købstad (markt) i Landkreis Neustadt an der Waldnaab i Regierungsbezirk Oberpfalz i den tyske delstat Bayern.
I kommunen Waldthurn ligger valfartstedet Fahrenberg.

## Historie
Waldthurn hørte under den böhmiske adelsslægt Lobkowitz, som solgte området til Kongeriget Bayern i 1806.
Mange historiske bygninger gik tabt i en stor brand 5. Oktober 1865.

## Inddeling
I kommunen ligger ud over Waldthurn disse landsbyer og bebyggelser
- Albersrieth
- Bernrieth
- Brunnhof
- Frankenrieth
- Goldbrunn
- Irlhof
- Kühbachhof
- Lennesrieth
- Oberbernrieth
- Oberfahrenberg
- Ottenrieth
- Sandbachhöf
- Spielberg
- Unterfahrenberg
- Wampenhof
- Woppenrieth
- Mangelsdorf
- Buch
- Lindnermühle
- Maienfeld